# Parametopides
Parametopides is een kevergeslacht uit de familie van de boktorren (Cerambycidae). De wetenschappelijke naam van het geslacht werd voor het eerst geldig gepubliceerd in 1936 door Breuning.

## Soorten
Parametopides omvat de volgende soorten:
- Parametopides griseolateralis Breuning, 1938
- Parametopides niveoscutellatus Breuning, 1936